# Ókrug del Mar Negro (Imperio ruso)
El ókrug del Mar Negro (del ruso: Черноморский округ) fue una división administrativa del óblast de Kubán del Imperio ruso que estuvo vigente entre 1866 y 1896. Su centro administrativo era Novorosíisk. 
Fue fundado el 1o de marzo de 1866 que abarcaba originalmente el territorio de la orilla del mar Negro hasta la cordillera del Cáucaso entre el río Tuapsé y el río Bzipi. En 1868 se le unían al noroeste las tierras de la orilla hasta la ciudad de Anapa. Fue ocupado por el batallón costero shapsug de la hueste de cosacos de Kubán. Se designó centro administrativo a Novorosíisk. En 1870 se dividió en tres partes (uchatka): Veliaminovski, Novorosíiski y Dajovski, que en 1874 cambiarían de nombre a otdel. En 1884 Anapa fue entregada al óblast de Kubán. Por decreto de 21 de marzo de 1888 se suspendió la administración de la región y se anexionó al óblast de Kubán, en vista de su poca población (alrededor de 7 000 habitantes). El 23 de mayo era reinstaurado como gobernación del Mar Negro con centro en Novorosíisk.